# Hazel (Dakota del Sud)
Hazel és una població dels Estats Units a l'estat de Dakota del Sud. Segons el cens del 2000 tenia 105 habitants.

## Demografia
Segons el cens del 2000, Hazel tenia 105 habitants, 41 habitatges, i 30 famílies. La densitat de població era de 168,9 habitants per km².
Dels 41 habitatges en un 29,3% hi vivien nens de menys de 18 anys, en un 61% hi vivien parelles casades, en un 9,8% dones solteres, i en un 26,8% no eren unitats familiars. En el 26,8% dels habitatges hi vivien persones soles el 17,1% de les quals corresponia a persones de 65 anys o més que vivien soles. El nombre mitjà de persones vivint en cada habitatge era de 2,56 i el nombre mitjà de persones que vivien en cada família era de 3,07.
Per edats la població es repartia de la següent manera: un 29,5% tenia menys de 18 anys, un 8,6% entre 18 i 24, un 21,9% entre 25 i 44, un 11,4% de 45 a 60 i un 28,6% 65 anys o més.
L'edat mediana era de 36 anys. Per cada 100 dones de 18 o més anys hi havia 89,7 homes.
La renda mediana per habitatge era de 23.000 $ i la renda mediana per família de 23.750 $. Els homes tenien una renda mediana de 31.250 $ mentre que les dones 16.500 $. La renda per capita de la població era de 15.035 $. Entorn del 16,7% de les famílies i el 22,2% de la població estaven per davall del llindar de pobresa.

## Poblacions més properes
El següent diagrama mostra les poblacions més properes.